# Magister militum

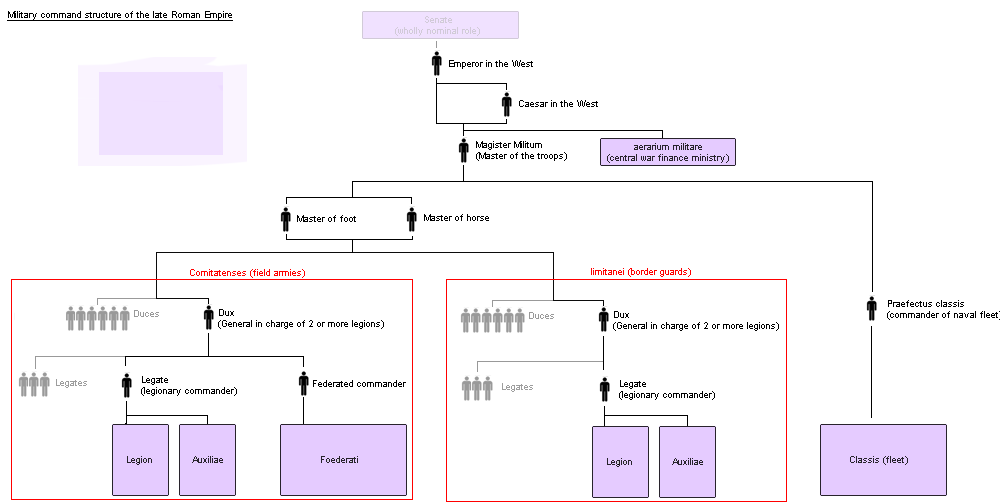
Cơ cấu chỉ huy ban đầu của quân đội hậu La Mã, với một magister equitum riêng biệt và một magister peditum thay thế cho toàn bộ magister militum sau này trong cơ cấu chỉ huy của quân đội Đế quốc Tây La Mã.

Cơ cấu chỉ huy cao cấp của quân đội Tây La Mã khoảng năm 410–425, dựa trên Notitia Dignitatum.

Magister militum (tiếng Latinh nghĩa là "Quân vụ Trưởng quan", số nhiều magistri militum) là một viên chỉ huy quân sự cấp cao nhất của Đế quốc La Mã thời hậu kỳ. Thuật ngữ đề cập đến sĩ quan quân đội cao cấp (tương đương với một chỉ huy chiến trường, hoàng đế lại còn là tổng tư lệnh tối cao) của Đế chế. Trong các nguồn sử liệu Hy Lạp, thuật ngữ này được dịch thành strategos hoặc là stratelates.

## Lịch sử chức vụ
Danh hiệu magister militum được tạo ra vào thế kỷ 4, khi Hoàng đế Constantinus Đại đế đoạt lấy chức năng quân sự của các pháp quan thái thú. Ban đầu khi hai chức vụ này được tạo ra thì một là người đứng đầu lực lượng bộ binh gọi là magister peditum ("Trưởng quan bộ binh"), và người còn lại trông coi lực lượng kỵ binh danh giá hơn gọi là magister equitum ("Trưởng quan kỵ binh"). Danh hiệu sau này đã tồn tại từ thời kỳ Cộng hòa La Mã trong vai trò như một viên chỉ huy thứ hai của nhà độc tài La Mã.
Dưới thời những người kế vị Constantinus, danh hiệu cũng được lập ở mức độ lãnh thổ: magistri peditum và magistri equitum đều được bổ nhiệm cho từng viên pháp quan thái thú (per Gallias, per Italiam, per Illyricum, per Orientem) và ngoài ra thêm cả Thracia và đôi lúc là châu Phi. Thỉnh thoảng, các chức vụ đó sẽ được kết hợp dưới một người duy nhất mà sau gọi là magister equitum et peditum hoặc magister utriusquae militiae ("Trưởng quan cả hai lực lượng"). Như vậy thì họ đều trực tiếp chỉ huy binh đoàn chiến trường cơ động địa phương của comitatenses chủ yếu gồm kỵ binh đóng vai trò như một lực lượng phản ứng nhanh. Magistri khác còn lại vẫn nằm dưới quyền điều động trực tiếp của Hoàng đế và được gọi là praesenti ("thay mặt" Hoàng đế). Đến cuối thế kỷ 4, các chỉ huy khu vực chỉ đơn giản gọi là magister militum.
Tại Đế quốc Tây La Mã, "tổng tư lệnh" đôi khi được bổ nhiệm với danh hiệu magister utriusquae militiae. Chức vị oai hùng này thường là quyền lực đằng sau ngai vàng do các quyền thần Stilicho, Ricimer và một số khác nắm giữ. Ở phía Đông La Mã, có hai vị tướng cấp cao được bổ nhiệm làm magister militum praesentalis. Trong suốt triều đại của Hoàng đế Justinianus I, với sự gia tăng các mối đe dọa quân sự và sự mở rộng của Đế quốc Đông La Mã, có ba chức vụ mới được lập ra: magister militum per Armeniam ở các tỉnh vùng Armenia,  trước đây là một phần quyền hạn của magister militum per Orientem, magister militum per Africam ở các tỉnh châu Phi vừa được tái chiếm vào năm 534, với một cấp dưới là magister peditum và magister militum Spaniae (khoảng năm 562).
Xuyên suốt thế kỷ 6, các cuộc khủng hoảng nội bộ và bên ngoài tại các tỉnh thường xuyên đòi hỏi phải có sự kết hợp tạm thời của cơ quan dân sự tối cao với chức vụ magister militum. Trong việc thành lập các Trấn khu Ravenna và Carthage vào năm 584, thói quen này đã đặt nền móng cho sự biểu hiện thường trực đầu tiên của nó. Thật vậy, sau khi để mất các tỉnh phía đông trong cuộc chinh phục của người Hồi giáo vào những năm 640, những binh đoàn còn sống sót và chỉ huy của họ đã lập nên themata đầu tiên. Các viên chỉ huy quân sự tối cao đôi khi cũng nắm lấy danh hiệu này ở nước Ý đầu thời Trung Cổ, ví dụ như trong Lãnh thổ Giáo hoàng và tại Venezia mà viên Tổng trấn đã tuyên bố mình là người kế thừa chức Trấn thủ Ravenna.

## Danh sách magistri militum

### Chỉ huy không xác định
- 383-385/8: Flavius Bauto, magister militum dưới thời Valentinianus II[1]
- 385/8-394: Arbogast, magister militum dưới thời Valentinianus II và Eugenius[1]
- 383–388: Andragathius[2]
- 422-?: Asterius[3][4]
- ? – 480: Ovida

### Comes et Magister Utriusque Militiae
- 411 – 421: Flavius Constantius [5]
- 422 - 425: Castinus
- 425 - 430: Flavius Constantius Felix [6]
- 431 - 432: Bonifacius [7]
- 432 - 433: Sebastianus
- 433 – 454: Flavius Aetius[8]
- 455 - 456: Avitus & Remistus
- 456 – 472: Ricimer
- 472–473: Gundobad
- 475: Ecdicius Avitus
- 475–476: Flavius Orestes

### perGallias
- 352–355: Claudius Silvanus
- 362–364: Flavius Iovinus, magister equitum dưới thời Julianus và Jovianus[9]
- ? – 419: Flavius Gaudentius
- 425–433: Flavius Aetius
- 452–456: Agrippinus
- 456–461: Aegidius
- 461/462: Agrippinus
- 465–486: Syagrius

### per Hispanias
- 441-442: Asterius[10]
- 443: Flavius Merobaudes[11]
- 446: Vitus[12]

### perIllyricum
- ?-350: Vetranio, magister peditum dưới thời Constans[13]
- 361: Flavius Iovinus, magister equitum dưới thời Julianus[9]
- 365–375: Equitius, magister utriusquae militiae dưới thời Valentinianus I[14]
- 395-? Alaric I
- 457?–468: Marcellinus
- 468–474: Julius Nepos
- 477–479: Onoulphus
- 479–481: Sabinianus Magnus
- 528: Ascum
- 529–530/1: Mundus (lần thứ nhất)
- 532–536: Mundus (lần thứ hai)
- ca. 538: Justinus
- ca. 544: Vitalius
- ca. 550: John
- 568–569/70: Bonus
- 581–582: Theognis

### perOrientem
- ca. 347: Flavius Eusebius, magister utriusquae militiae[15]
- 349–359: Ursicinus, magister equitum dưới thời Constantius[13]
- 359–360: Sabinianus, magister equitum dưới thời Constantius[13]
- 363–367: Lupicinus, magister equitum dưới thời Jovianus và Valens[9]
- 371–378: Iulius, magister equitum et Peditum dưới thời Valens[9]
- 383: Flavius Richomeres, magister equitum et peditum[1]
- 383–388: Ellebichus, magister equitum et peditum[1]
- 392: Eutherius, magister equitum et peditum[1]
- 393–396: Addaeus, magister equitum et peditum[1]
- 395/400: Fravitta
- 433–446: Anatolius
- 447–451: Zeno
- 460s: Flavius Ardabur Aspar
- -469: Iordanes
- 469–471: Zeno
- 483–498: Ioannes Scytha
- c.503–505: Areobindus Dagalaiphus Areobindus
- 505–506: Pharesmanes
- ?516-?518: Hypatius
- ?518–529: Diogenianus
- 520-525/526: Hypatius
- 527: Libelarius
- 527–529: Hypatius
- 529–531: Belisarius
- 531: Mundus
- 532–533: Belisarius
- 540: Buzes
- 542: Belisarius
- 543–544: Martinus
- 549–551: Belisarius
- 555: Amantius
- 556: Valerianus
- 569: Zemarchus
- 572–573: Marcianus
- 573: Theodorus
- 574: Eusebius
- 574/574-577: Justinianus
- 577–582: Mauricius
- 582–583: John Mystacon
- 584-587/588: Philippicus
- 588: Priscus
- 588–589: Philippicus
- 589–591: Comentiolus
- 591–603: Narses
- 603-604 Germanus
- 604-605 Leontius
- 605-610 Domentziolus

### perThracias
- 377–378: Flavius Saturninus, magister equitum dưới thời Valens[9]
- 377–378: Traianus, magister peditum dưới thời Valens[1]
- 378: Sebastianus, magister peditum dưới thời Valens[1]
- 380–383: Flavius Saturninus, magister peditum dưới thời Theodosius I[1]
- 392–393: Flavius Stilicho, magister equitum et peditum[1]
- 412–414: Constans
- 441: Ioannes the Vandal, magister utriusque militiae[16]
- 468–474: Armatus
- 474: Heraclius xứ Edessa
- 511: Hypatius
- 512: Cyril
- 514: Vitalianus
- 530–533: Chilbudius
- 550–ca. 554: Artabanes
- 588: Priscus (lần thứ nhất)
- 593: Priscus (lần thứ hai)
- 593–594: Peter (lần thứ nhất)
- 594–ca. 598: Priscus (lần thứ hai)
- 598–601: Comentiolus
- 601–602: Peter (lần thứ hai)

### Praesentalis
- 351–361: Flavius Arbitio, magister equitum dưới thời Constantius[13]
- 361–363: Flavius Nevitta, magister equitum dưới thời Julianus[9]
- 363–379: Victor, magister equitum dưới thời Valens[9]
- 366–378: Flavius Arinthaeus, magister peditum dưới thời Valens[9]
- 364–369: Flavius Iovinus, magister equitum dưới thời Valentinianus I[9]
- 364–366: Dagalaifus, magister peditum dưới thời Valentinianus I[9]
- 367–372: Severus, magister peditum dưới thời Valentinianus I[9]
- 369–373: Flavius Theodosius, magister equitum dưới thời Valentinianus I[9]
- 375–388: Merobaudes, magister peditum dưới thời Valentinianus I, Gratianus và Magnus Maximus[17]
- 388-395: Timasius
- 394–408: Flavius Stilicho, magister equitum et peditum[1]
- 400: Fravitta
- 409: Varanes và Arsacius[18]
- 419-: Plinta
- 443–451: Apollonius
- 450–451: Anatolius
- 475-477/478: Armatus
- 485–: Longinus
- 492–499: John Lưng gù
- 528: Leontius
- 528-529: Phocas
- 520-538/9: Sittas
- 536: Germanus
- 536: Maxentianus
- 546–548: Artabanes
- 548/9–552: Suartuas
- 562: Constantinianus (không chắc)
- 582: Germanus (không chắc)
- 585–ca. 586: Comentiolus
- 626: Bonus (không chắc)

### per Africam

#### Đế quốc Tây La Mã
- 373–375: Flavius Theodosius, magister equitum [9]
- 386–398: Gildo, magister equitum et peditum[19]

#### Đế quốc Đông La Mã
- 534–536: Solomon
- 536–539: Germanus
- 539–544: Solomon
- 544–546: Sergius
- 545–546: Areobindus
- 546: Artabanes
- 546–552: John Troglita
- 578–590: Gennadius

### Magister Militaeở Đông La Mã và nước Ý thời Trung Cổ

#### Venezia
- 700s: Marcellus
- 737: Domenico Leoni dưới thời Leon III
- 738: Felice Cornicola dưới thời Leon III
- 739: Theodatus Ursus dưới thời Leon III
- 741: Ioannes Fabriacius dưới thời Leon III
- 764–787: Mauricius Galba

## Thời hậu kỳ La Mã
Vào thế kỷ 12, thuật ngữ này được sử dụng để mô tả một người tổ chức lực lượng quân sự của một nhà lãnh đạo chính trị hay phong kiến thay mặt cho mình. Trong Gesta Herwardi, vị anh hùng nhiều lần được mô tả như một magister militum bởi tác giả đã dịch từ tài liệu gốc bản tiếng Anh sơ khai sang tiếng Latinh. Có vẻ như tác giả của phiên bản gốc nay đã thất truyền cứ nghĩ mình là "Hereward' – người giám sát lực lượng quân sự. Rằng việc sử dụng thuật ngữ sau này đều dựa trên khái niệm cổ điển có vẻ rõ ràng.